# 佛坪廳
佛坪廳，是清朝陝西漢中府下轄的一個散廳。嘉慶年間設盩洋縣丞於袁家莊，屬西安府。道光五年（1825年）析盩厔縣、洋縣二縣地置，省縣丞，設同知，改隸漢中府。治所在今陝西周至縣厚畛子鎮佛爺坪。